# MY STORY Classical
MY STORY Classical es el álbum alternativo de la cantante japonesa Ayumi Hamasaki llamado "MY STORY", con versiones alternativas de Música clásica de las originales encontradas al interior de dicho álbum. Fue lanzado al mercado originalmente el 24 de marzo bajo el sello avex trax.

## Detalles
Este es el primer álbum de Ayumi Hamasaki que es estrictamente de música clásica con sólo instrumentos clásicos en sus arreglos, pero se considera como un "Remix Album" más  de la discografía de la cantante. Las primeras incursiones en transformar canciones del J-Pop a instrumentos más finos se dio con los "ayu-mi-x Acoustic Orchestra", donde se utilizaban aparte de instrumentos clásicos instrumentos acústicos. Para este álbum sin embargo se recurrió a grandes músicos clásicos como la Lamoureux Orchestra de París, bajo la conducción del reconocido conductor Yutaka Sado.
Aparte de la selección de temas escogidos de "MY STORY" para transformarlos a versiones clásicas también se hizo una versión de la canción "A Song is born" de Hamasaki, que se encuentra originalmente al interior del álbum "I am...". Para esta versión no se usó la voz original de Ayumi en la canción y tampoco se grabó una nueva versión de su voz, sino que se dejó nada más que en versión instrumental. La canción sin embargo fue cantada una única vez por Ayumi en el Expo 2005 Aichi, poco tiempo antes del lanzamiento de este álbum.

## Canciones
1. WONDERLAND
2. Moments
3. HAPPY ENDING
4. GAME
5. HOPE or PAIN
6. Kaleidoscope
7. CAROLS
8. walking proud
9. Catcher In The Light
10. HONEY
11. winding road
12. A Song is born ※Bonus Track

| ayumi hamasaki RMX WORKS |

- Datos: Q2699534